# Władimir Diterichs
Władimir Władimirowicz Diterichs, ros. Владимир Владимирович Дитерихс (ur. 21 czerwca?/3 lipca 1891 w Kijowie, zm. 28 grudnia 1951 w Paryżu) – rosyjski wojskowy (porucznik), antybolszewicki działacz wojskowy, doradca wojskowy armii abisyńskiej w okresie międzywojennym.

## Życiorys
W 1911 r. ukończył morski korpus kadetów, po czym służył na okrętach Floty Bałtyckiej. Brał udział w I wojnie światowej. Od końca 1914 r. dowodził plutonem karabinów maszynowych Dywersyjnego Oddziału Konnego Floty Bałtyckiej wchodzącego w skład Kaukaskiej Dywizji Konnej. Dwukrotnie był ranny. W listopadzie 1915 r. odkomenderowano go do lotnictwa morskiego Floty Bałtyckiej. Ukończył bakińską szkołę lotniczą. We wrześniu 1916]r. został odznaczony Orderem Św. Jerzego 4 klasy. Pod koniec 1917 r. odkomenderowano go do specjalnego wydziału (kontrwywiadu) Floty Bałtyckiej. Po ewakuacji okrętów Floty Bałtyckiej do Finlandii został aresztowany i uwięziony przez Białych Finów. Od końca września 1918 r. dowodził załogą niszczyciela "Сокол", który nie był jeszcze do końca zbudowany. Jesienią 1918 r. wstąpił do Spółdzielni "Мирный труд". Pod jej przykryciem współtworzył w Piotrogradzie i Kronsztadzie tajną antybolszewicką organizację wojskową pod nazwą Wielka Jedna Rosja. W lutym 1919 r., zagrożony aresztowaniem przez CzeKa, przedostał się do Finlandii. Następnie wstąpił do Armii Północno-Zachodniej gen. Nikołaja N. Judenicza. Służył w kontrwywiadzie. Po klęsce wojsk Białych i ich internowaniu przez Estończyków na pocz. 1920 r., mieszkał krótko w Estonii, następnie Jugosławii, po czym wyjechał do Abisynii. Pełnił funkcję doradcy wojskowego w gwardii cesarskiej Haile Selassie I. Brał udział w wojnie z Włochami w latach 1935-1936. Po klęsce wojsk abisyńskich zamieszkał we Francji. Był inżynierem-chemikiem.